# Aeródromo Contao
El Aeródromo Contao (OACI: SCCK) es un terminal aéreo junto a la localidad de Contao, Provincia de Chiloé, Región de los Lagos, Chile. Este aeródromo es de carácter público.